# Segundo Juicio de Moscú
El Segundo Juicio de Moscú o Juicio de los Diecisiete, oficialmente el Juicio del Centro trotskista antisoviético paralelo, fue el segundo gran juicio propagandístico, parte de la Gran Purga de la década de 1930 en la Unión Soviética.

## El juicio
El juicio tuvo lugar en la capital soviética entre el 23 y el 30 de enero de 1937. A los diecisiete acusados, entre los que se contaban el antiguo comisario de Industria Pesada Gueorgui Piatakov, el periodista Karl Radek y el antiguo diplomático Grigori Sokólnikov se les atribuían actividades de sabotaje industrial y de espionaje por orden de Trotski y del Gobierno alemán. Todos los acusados se confesaron culpables de los cargos. Durante su declaración, preparada de antemano, implicaron en las actividades a Nikolái Bujarin y Alekséi Rýkov.
Tras siete días de juicio, se condenó a todos los acusados, catorce de ellos (todos menos Radek, Sokólnikov y otros dos), a muerte.